# Liste der Biografien/Heli
Liste der Biografien |
Portal Biografien |
Personensuche
# |
A |
B |
C |
D |
E |
F |
G |
H |
I |
J |
K |
L |
M |
N |
O |
P |
Q |
R |
S |
T |
U |
V |
W |
X |
Y |
Z |
?
 
Ha |
Hd |
He |
Hi |
Hj |
Hk |
Hl |
Hm |
Hn |
Ho |
Hr |
Hs |
Ht |
Hu |
Hv |
Hw |
Hy
 
Hea |
Heb |
Hec |
Hed |
Hee |
Hef |
Heg |
Heh |
Hei |
Hej |
Hek |
Hel |
Hem |
Hen |
Heo |
Hep |
Heq |
Her |
Hes |
Het |
Heu |
Hev |
Hew |
Hex |
Hey |
Hez
 
Hela |
Helb |
Helc |
Held |
Hele |
Helf |
Helg |
Heli |
Helj |
Helk |
Hell |
Helm |
Heln |
Helo |
Help |
Helr |
Hels |
Helt |
Helu |
Helv |
Helw |
Hely |
Helz
Die Liste der Biografien führt alle Personen auf, die in der deutschsprachigen Wikipedia einen Artikel haben. Dieses ist eine Teilliste mit 48 Einträgen von Personen, deren Namen mit den Buchstaben „Heli“ beginnt.

## Heli
- Heli, Arne (1924–2006), norwegischer Schriftsteller

### Helia
- Heliade-Rădulescu, Ion (1802–1872), rumänischer Schriftsteller Philosoph und Politiker
- Hélian, Jacques (1912–1986), französischer Orchesterleiter, Arrangeur und Saxophonist
- Helias († 586), Patriarch von Aquileia/Grado
- Helias, Mark (* 1950), amerikanischer Kontrabassist des Creative Jazz
- Hélias, Pierre-Jakez (1914–1995), französischer Journalist, Schriftsteller, Lyriker, Volkskundler und Sammler bretonischer Märchen
- Helias, Siegfried (* 1943), deutscher Politiker (CDU), MdA, MdB

### Helic
- Helic, Arminka, Baroness Helic (* 1968), britische Politikerin, Abgeordnete im House of Lords (Conservative Party)
- Heliczer, Piero (1937–1993), italo-amerikanischer Schriftsteller, Drehbuchautor, Poet, Schauspieler, Verleger und Underground-Filmemacher

### Helie
- Hélie, Faustin (1799–1884), französischer Rechtsgelehrter
- Hélie, Louis-Pierre (* 1986), kanadischer Skirennläufer
- Hélière, Adolphe (1891–1910), französischer RadrennfahrerAdolphe Hélière (1891–1910)

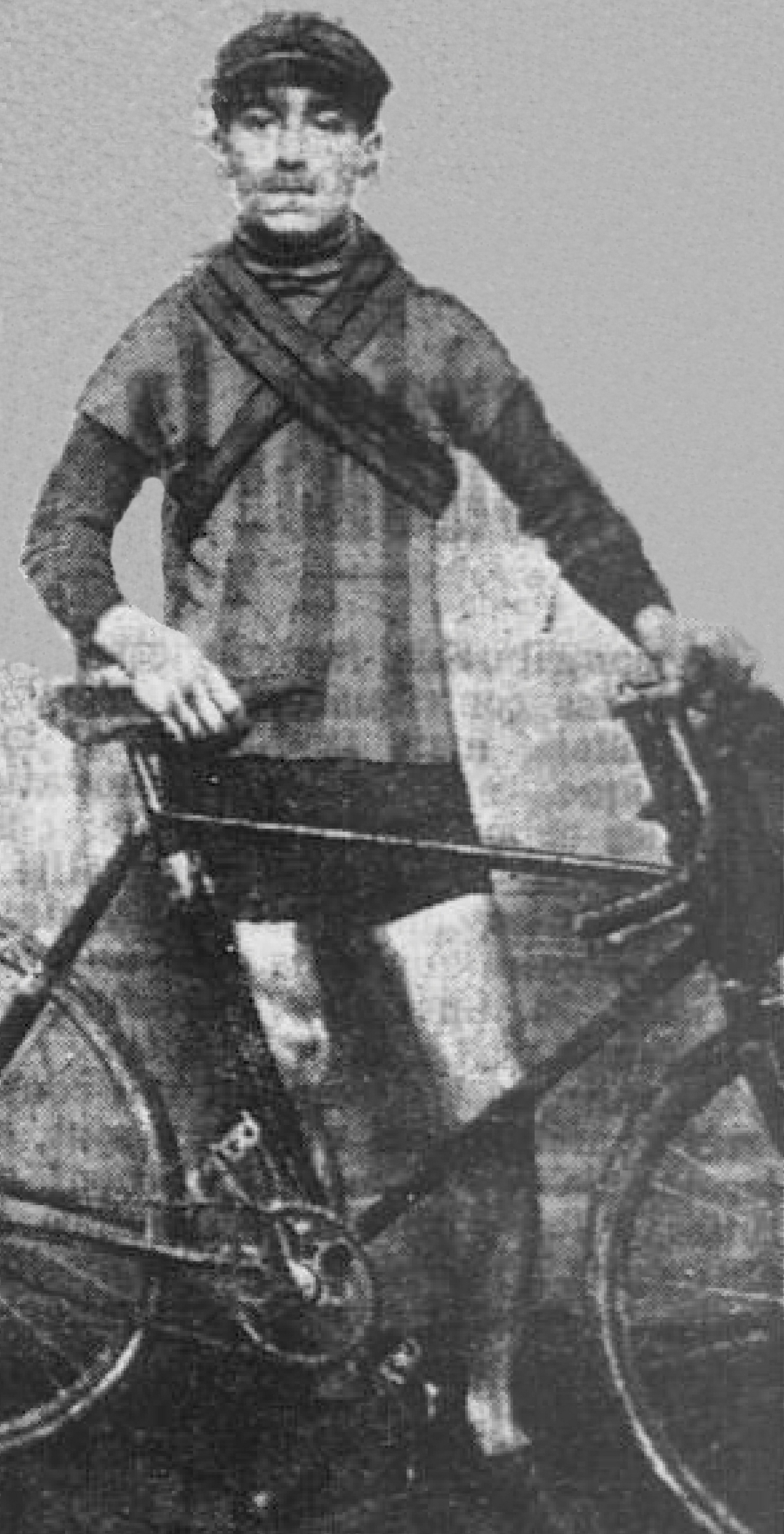
Adolphe Hélière (1891–1910)

- Héliès, Robert (1927–2019), französischer Fußballschiedsrichter

### Helig
- Héligoin, Georges (* 1933), französischer Automobilrennfahrer

### Helik
- Helik, Michał (* 1995), polnischer Fußballspieler
- Helikon von Kyzikos, griechischer Mathematiker und Astronom
- Helikonios von Byzanz, spätantiker Geschichtsschreiber

### Helim
- Helimski, Eugen (1950–2007), sowjetisch-russischer Linguist

### Helin
- Helin, Anne (* 1987), finnische Eishockeyspielerin
- Helin, Bo Henrik Gustaf (1910–1962), schwedischer Gutsherr, Händler und Medienunternehmer
- Helin, Eleanor (1932–2009), US-amerikanische Astronomin
- Helin, Greger (* 1947), schwedischer Autor, Aktivist, Beamter und Diplomat
- Helin, Irma (* 1994), schwedische Fußballspielerin
- Helin, Johan Fridolf (1816–1886), schwedischer Militäroffizier, Beamter
- Hélin, Joséphine (* 2003), französische Schauspielerin
- Helin, Maj-Len (1922–2008), finnische Eiskunstläuferin
- Helin, Sofia (* 1972), schwedische SchauspielerinSofia Helin (* 1972)

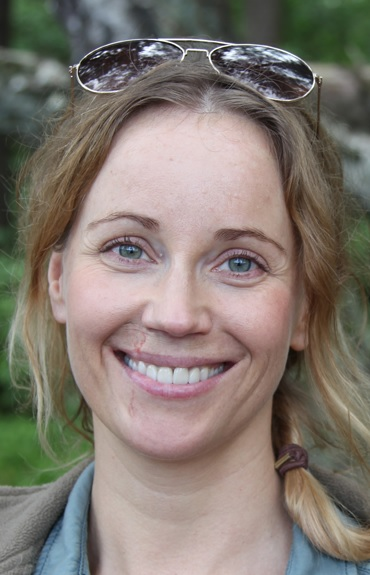
Sofia Helin (* 1972)

- Hélinand von Froidmont, Zisterzienser, Troubadour und Dichter
- Heling, Martin (1889–1980), deutscher Landstallmeister
- Heling, Moritz (1522–1595), deutscher evangelischer Theologe
- Heling, Reinhold (1927–2008), deutscher Richter, Genealoge und Historiker
- Helinurm, Marek (* 1963), estnischer Hürdenlaufer

### Helio
- Heliodoros, antiker griechischer Mediziner
- Heliodoros, Gesandter des indo-griechischen Königs Antialkidas
- Heliodoros, griechischer Autor
- Heliodoros, griechischer Bildhauer im 2./1. Jhd. v. Chr.
- Heliodoros, Minister des Königs Seleukos IV.
- Heliodorus, erster Bischof des Wallis in Sitten
- Heliodotos, indo-griechischer König
- Heliokles I., König des griechisch-baktrischen Königreichs
- Heliokles II., indo-griechischer König
- Hélion de Villeneuve († 1346), Großmeister der Johanniter
- Hélion, Jean (1904–1987), französischer Maler
- Heliot, Claire (1866–1953), deutsche Tierbändigerin und Dompteurin
- Heliot, Johan (* 1970), französischer Schriftsteller
- Heliövaara, Harri (* 1989), finnischer TennisspielerHarri Heliövaara (* 1989)

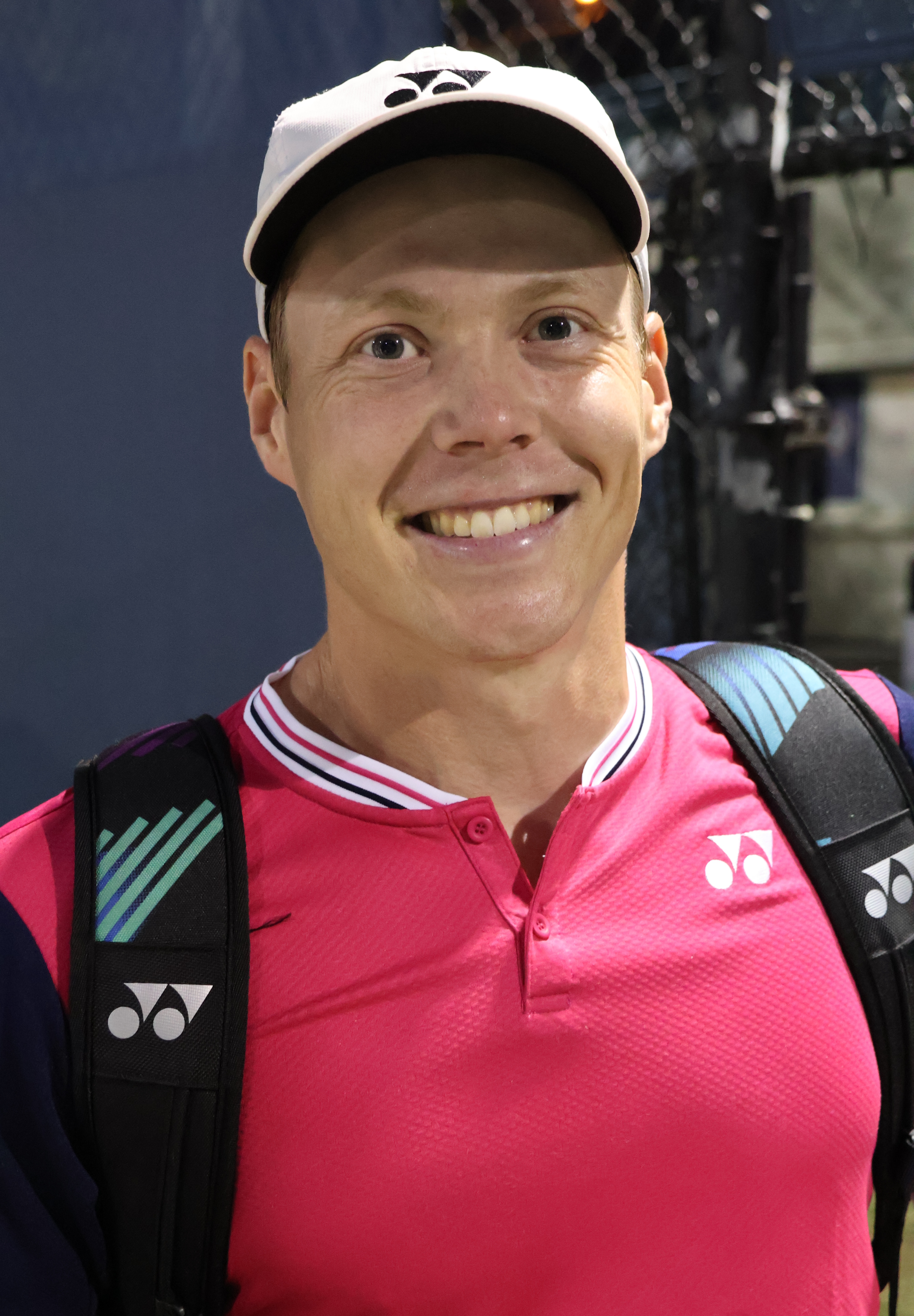
Harri Heliövaara (* 1989)

### Helis
- Helismaa, Reino (1913–1965), finnischer Texter, Coupletsänger, Filmschauspieler

### Heliu
- Heliun, Walter de († 1300), englischer Richter